# بسته داده
بسته داده یک کلید مدار مجازی است که توسط Sandy Fraser در آزمایشگاه‌های Bell  برای شبکه‌های محلی و گسترده  و به صورت عمومی توسط شرکت‌های عملیاتی منطقه‌ای Bell به اختصار (RBOCs) توسعه یافته است.

## طراحی
بسته داده از پروتکل رله سلولی مشابه حالت انتقال ناهمزمان استفاده می کند. بسته داده کلیدی بر پایه اتصال است که همه بسته ها برای یک تماس خاص از طریق یک مدار مجازی از طریق شبکه در حال حرکت هستند. شبکه های بسته داده هنوز توسط شرکت های بزرگ تلفن در ایالات متحده آمریکا (USA) استفاده متداولی دارند.
رابط های این شبکه ها عبارتند از TCP/IP و UDP، X.25، پروتکل های ناهمزمان و چندین پروتکل سنکرون مانند SDLC ، HDLC ، Bisync و غیره. این شبکه ها از ترافیک میزبان به ترمینال و بالعکس، ترافیک میزبان به میزبان، انتقال فایل، ورود از راه دور، چاپ از راه دور و اجرای فرمان از راه دور پشتیبانی می کنند. در لایه فیزیکی ، می‌تواند روی چند رسانه، از پیوندهای فیبر نوری با سرعت پایین EIA-232 تا 500 مگابیت، از جمله پیوندهای اثرنت 10/100 مگابیت، کار کند.
بسته داده از یک پروتکل تطبیقی به نام پروتکل گیرنده جهانی (URP) استفاده می کند که PDU را سربار در چندین سلول پخش می کند و پردازش بسته های فوری را انجام می دهد. URP فرض می‌کند که سلول‌ها به ترتیب وارد می‌شوند در غیر این صورت ممکن است سلول ها را مجبور به ارسال مجدد کنند.
شبکه سیستم های اطلاعاتی (ISN) نسخه قبلی بسته داده بود که توسط سیستم های اطلاعاتی AT&T سابق پشتیبانی می شد. ISN یک شبکه سوئیچینگ بسته بود که مشابه پلتفرم سیستم دیجیتال 75 ساخته شده بود.
برنامه های LAN و WAN با استفاده از آنچه به عنوان متمرکز کننده نامیده می شود که از طریق فیبر نوری تا فاصله 15 مایلی از ISN اصلی متصل می شود. سرعت این اتصالات نسبت به استانداردهای امروزی بسیار آهسته بود، از 1200 تا 5600 باود با اکثر اتصالات / کاربران نهایی در پایانه های گنگ. پشتیبانی اصلی برای این محصول از NCSC (مرکز ملی پشتیبانی مشتری) در Englewood CO و سپس سیستم‌های اطلاعاتی AT&T با سازماندهی مجدد شرکت و آزمایشگاه‌های بل انجام شد.

## تاریخچه
بیشتر آزمایشگاه‌های بل از طریق شبکه بسته داده به هم متصل شدند. در بالای سرویس انتقال بسته داده، چندین سیستم عامل (از جمله UNIX ) UUCP را برای پست الکترونیکی و dkcu را برای ورود از راه دور پیاده سازی کردند.
سه یا چند سال قبل از انتشار بسته داده در حال تولید بود. بسته داده شبیه به یک دفتر مرکزی با کد منطقه و ادرس هفت رقمی برنامه ریزی شد.
در سال 1996، AT&T آزمایشگاه‌های بل را به‌عنوان یک شرکت جداگانه به نام Lucent Technologies جدا کرد - که بعداً با شرکت فرانسوی Alcatel ادغام شد و به Alcatel-Lucent تبدیل شد و سرانجام در سال 2016 توسط نوکیا خریداری شد. در اواخر دهه 1990، بسته داده به وضوح یک فناوری قدیمی بود که توسط فناوری های جدیدتر مانند IP و Ethernet جایگزین شد. Lucent تصمیم گرفت خط تولید بسته داده خود را متوقف کند، اما گروهی از کارکنان سابق Lucent یک شرکت جدید به نام Datatek Applications راه اندازی کردند که مجوز فناوری را از Lucent صادر کرد و هدف آن پشتیبانی از کاربران باقی مانده بسته داده و ارائه راه حل های دروازه برای کمک به مهاجرت آنها به جدیدتر بود. فن آوری ها  تا حدی به دلیل کاهش مداوم استفاده از بسته داده، Datatek Applications در ژانویه 2018 از کار افتاد.

## همچنین ببینید
- رله سلولی
- X.25

## مراجع
1. ↑   (Technical report). {{cite techreport}}: Missing or empty |title= (help)
2. ↑  Datakit, from the Free On-line Dictionary of Computing
3. ↑  "Collection:'EECS Technical Reports' - Search Results - Digital Collections".
4. ↑  Network Dictionary By Javvin
5. ↑  ".:: Phrack Magazine ::".
6. ↑  "Datatek Products – ZT Technology Solutions" (به انگلیسی). Retrieved 2023-03-12.